# Campeonato Europeo de Halterofilia de 2015
El XCIV Campeonato Europeo de Halterofilia se celebró en Tiflis (Georgia) entre el 9 y el 18 de abril de 2015 bajo la organización de la Federación Europea de Halterofilia (EWF) y la Federación de Georgia de Halterofilia.
Las competiciones se realizaron en el Palacio de Deportes de la capital georgiana.

## Medallistas

### Masculino
| Evento          | Oro                                            | Plata                                           | Bronce                                            |
| --------------- | ---------------------------------------------- | ----------------------------------------------- | ------------------------------------------------- |
| 56 kg (11.04)   | Oleg Sîrghi Moldavia 113 + 151 = 264           | Smbat Margarian Armenia 113 + 146 = 259         | Mirco Scarantino · Italia · 118 + 141 = 259       |
| 62 kg (12.04)   | Valentin Xristov Azerbaiyán 135 + 160 = 295    | Bünyamin Sezer Turquía 134 + 154 = 288          | Florin Croitoru · Rumania · 134 + 153 = 287       |
| 69 kg (12.04)   | Daniyar Ismayilov Turquía 156 + 181 = 337      | Serguei Petrov · Rusia · 146 + 176 = 322        | Bernardin Matam Francia 146 + 175 = 321           |
| 77 kg (14.04)   | Tigran Martirosian Armenia 160 + 191 = 351     | Viktor Getts · Rusia · 160 + 191 = 351          | Andranik Karapetian Armenia 164 + 186 = 350       |
| 85 kg (16.04)   | Benjamin Hennequin Francia 165 + 202 = 367     | Alexandru Dudoglo Moldavia 165 + 197 = 362      | Mikalai Novikau · Bielorrusia · 166 + 195 = 361   |
| 94 kg (17.04)   | Aurimas Didžbalis · Lituania · 182 + 221 = 403 | Jetag Jugayev · Rusia · 180 + 219 = 399         | Aliaxandr Venskel · Bielorrusia · 177 + 209 = 386 |
| 105 kg (18.04)  | Bartłomiej Bonk · Polonia · 185 + 223 = 408    | Arkadiusz Michalski · Polonia · 172 + 227 = 399 | Guennadi Muratov · Rusia · 183 + 215 = 398        |
| +105 kg (18.04) | Irakli Turmanidze Georgia 201 + 234 = 435      | Chinguiz Mogushkov · Rusia · 202 + 230 = 432    | Almir Velagić · Alemania · 193 + 225 = 418        |

1. 1 2 3  Arrancada (kg) + dos tiempos (kg) = total olímpico (kg).
2. ↑  Descalificación por dopaje del medallista de plata, el moldavo Andrian Zbîrnea.[2]
3. ↑  Descalificación por dopaje del medallista de oro, el ucraniano Oleh Proshak.[3]

### Femenino
| Evento         | Oro                                         | Plata                                           | Bronce                                              |
| -------------- | ------------------------------------------- | ----------------------------------------------- | --------------------------------------------------- |
| 48 kg (11.04)  | Sibel Özkan Turquía 80 + 99 = 179           | Nurcan Taylan Turquía 81 + 97 = 178             | Genny Pagliaro · Italia · 81 + 95 = 176             |
| 53 kg (12.04)  | Yuliya Paratova · Ucrania · 90 + 110 = 200  | Julia Schwarzbach · Alemania · 83 + 103 = 186   | Ayşegül Çoban Turquía 75 + 109 = 184                |
| 58 kg (13.04)  | Boyanka Kostova Azerbaiyán 109 + 137 = 246  | Irina Lepșa · Rumania · 91 + 114 = 205          | Aleksandra Klejnowska · Polonia · 89 + 113 = 202    |
| 63 kg (15.04)  | Yuliya Kalina · Ucrania · 106 + 132 = 238   | Nadezhda Lijachova · Rusia · 105 + 118 = 223    | Giorgia Bordignon · Italia · 97 + 117 = 214         |
| 69 kg (16.04)  | Yana Kondrashova · Rusia · 105 + 130= 235   | Anastasiya İbrahimli Azerbaiyán 103 + 130 = 233 | Maryna Shkermankova · Bielorrusia · 103 + 129 = 232 |
| 75 kg (17.04)  | Lidia Valentín · España · 118 + 145 = 263   | Gaëlle Nayo-Ketchanke Francia 111 + 137 = 248   | Daria Pachabut · Bielorrusia · 117 + 130 = 247      |
| +75 kg (18.04) | Tatiana Kashirina · Rusia · 142 + 180 = 322 | Anastasiya Lysenko · Ucrania · 126 + 154 = 280  | Andreea Aanei · Rumania · 120 + 141 = 261           |

1. 1 2 3  Arrancada (kg) + dos tiempos (kg) = total olímpico (kg).
2. ↑  Descalificación por dopaje de la medallista de oro, la bielorrusa Dzina Sazanavets.[4]

## Medallero
| Núm. | País        | Oro | Plata | Bronce | Total |
| ---- | ----------- | --- | ----- | ------ | ----- |
| 1    | Rusia       | 2   | 5     | 1      | 8     |
| 2    | Turquía     | 2   | 2     | 1      | 5     |
| 3    | Azerbaiyán  | 2   | 1     | 0      | 3     |
| 3    | Ucrania     | 2   | 1     | 0      | 3     |
| 5    | Armenia     | 1   | 1     | 1      | 3     |
| 5    | Francia     | 1   | 1     | 1      | 3     |
| 5    | Polonia     | 1   | 1     | 1      | 3     |
| 8    | Moldavia    | 1   | 1     | 0      | 2     |
| 9    | España      | 1   | 0     | 0      | 1     |
| 9    | Georgia     | 1   | 0     | 0      | 1     |
| 9    | Lituania    | 1   | 0     | 0      | 1     |
| 12   | Rumania     | 0   | 1     | 2      | 3     |
| 13   | Alemania    | 0   | 1     | 1      | 2     |
| 14   | Bielorrusia | 0   | 0     | 4      | 4     |
| 15   | Italia      | 0   | 0     | 3      | 3     |
|      | TOTAL       | 15  | 15    | 15     | 45    |